# Burton Albion Football Club 2015-2016
Questa voce raccoglie le informazioni riguardanti il Burton Albion Football Club nelle competizioni ufficiali della stagione 2015-2016.

## Rosa
| N. |                             | Ruolo | Calciatore               |
| -- | --------------------------- | ----- | ------------------------ |
| 1  | Scozia (bandiera)           | P     | Jon McLaughlin           |
| 2  | Inghilterra (bandiera)      | D     | Phil Edwards             |
| 3  | Australia (bandiera)        | D     | Shane Cansdell-Sherriff  |
| 4  | Inghilterra (bandiera)      | C     | John Mousinho (Capitano) |
| 5  | Inghilterra (bandiera)      | D     | George Taft              |
| 7  | Irlanda (bandiera)          | C     | Callum Reilly            |
| 8  | Irlanda del Nord (bandiera) | C     | Robbie Weir              |
| 9  | Inghilterra (bandiera)      | A     | Stuart Beavon            |
| 10 | Inghilterra (bandiera)      | A     | Lucas Akins              |
| 12 | Inghilterra (bandiera)      | C     | Calum Butcher            |
| 14 | Irlanda (bandiera)          | D     | Damien McCrory           |
| 15 | Inghilterra (bandiera)      | C     | Tom Naylor               |
| 17 | Inghilterra (bandiera)      | C     | Marcus Harness           |

| N. |                             | Ruolo | Calciatore       |
| -- | --------------------------- | ----- | ---------------- |
| 18 | Inghilterra (bandiera)      | A     | Tyler Walker     |
| 19 | Irlanda (bandiera)          | D     | Anthony O'Connor |
| 21 | Inghilterra (bandiera)      | C     | Mark Duffy       |
| 23 | Inghilterra (bandiera)      | D     | Matt Palmer      |
| 24 | Inghilterra (bandiera)      | D     | Liam Slade       |
| 25 | Suriname (bandiera)         | D     | Kelvin Maynard   |
| 26 | Inghilterra (bandiera)      | C     | Mark Shelton     |
| 28 | Inghilterra (bandiera)      | P     | Sam Hornby       |
| 30 | Irlanda del Nord (bandiera) | D     | Tom Flanagan     |
| 31 | Inghilterra (bandiera)      | P     | Stephen Bywater  |
| 34 | Inghilterra (bandiera)      | D     | Hamza Choudhury  |
|    | Inghilterra (bandiera)      | P     | Dean Lyness      |
|    | Inghilterra (bandiera)      | C     | Mason Bennett    |